# HD 82943
HD 82943 — одиночная звезда в созвездии Гидры. Находится на расстоянии около 90 св. лет (около 27,7 парсек) от Солнца. Видимая звёздная величина звезды — +6,53m. Возраст звезды определён как около 1 млрд лет.
Вокруг звезды обращается, как минимум, три планеты.

## Характеристики
HD 82943 — жёлто-белая звезда спектрального класса G0, или F9V, или F9. Масса — около 1,2 солнечной, радиус — около 1,16 солнечного, светимость — около 1,567 солнечной. Эффективная температура — около 5837 K.

## Планетная система
В 2003 году группой астрономов было объявлено об открытии планет HD 82943 b и HD 82943 c.
В 2013 году группой астрономов было объявлено об открытии планеты HD 82943 d.
В 2019 году учёными, анализирующими данные проектов Hipparcos и Gaia, у звезды обнаружена планета HIP 47007 e.